# Syzygium pterocarpum
Syzygium pterocarpum är en myrtenväxtart som först beskrevs av Eugène Vieillard, Jean Armand Isidore Pancher och Hippolyte Sebert, och fick sitt nu gällande namn av Rafaël Herman Anna Govaerts. Syzygium pterocarpum ingår i släktet Syzygium och familjen myrtenväxter.
Artens utbredningsområde är Nya Kaledonien. Inga underarter finns listade i Catalogue of Life.